# Paraliza sna
Paraliza sna ili paraliza spavanja privremena je nemogućnost pomicanja tijela neposredno nakon uspavljivanja ili buđenja. Češće se pojavljuje u mlađoj životnoj dobi, iako se može pojaviti u bilo kojoj fazi života. Može trajati od nekoliko sekundi do nekoliko minuta, no budući da je osoba svjesna svega oko sebe, nerijetko se javljaju simptomi halucinacije te osjećaji zbunjenosti, anksioznosti i straha.
Stanje se može pojaviti kod zdravih ljudi, ali jednako tako i kod osoba koje imaju narkolepsiju, katapleksiju, posttraumatski stresni poremećaj (PTSP) ili halucinacije. Studije pokazuju da je postoji mogućnost za obiteljsku sklonost tom stanju. Uzrok poremećaja koji dovodi do paralize sna može biti nedostatak sna, stres ili poremećeni ritam spavanja. Moguća terapija za otklanjanje uzroka paralize sna uključuje pridržavanje pravilnog ritma spavanja, kognitivno-bihevioralnu psihoterapiju i antidepresive.
Paraliza sna opisivana je u prošlosti i vjeruje se da bi mogla objasniti pozadinu priča o tobožnjim noćnim napadima nadnaravnih bića i izvanzemaljskim otmicama.

## Znakovi i simptomi
Simptomi paralize zna najčešće su bezopasni, nestaju u roku od nekoliko minuta i ne izazivaju trajne fizičke posljedice ili traume, ali samo iskustvo može biti uznemiravajuće i zastrašujuće, jer ga karakteriziraju nemogućnost pomicanja glave, udova i trupa, oduzetost govora, osjećaj pritiska na grudima, gušenja, osjećaj bespomoćnosti, strah i halucinacije.
San i spavanje uključuju faze od lagane pospanosti do dubokog sna. Za vrijeme faze brzog pomicanja očiju (eng. rapid eye movement, REM) oči se brzo pomiču i to je trenutak kada su živopisni snovi učestali. Faze sna svake se noći više puta izmjenjuju, od REM do faze sporog pomicanja očiju. Za vrijeme faze REM, tijelo je opušteno i mišići se ne miču. Paraliza sna pojavljuje se kada se ciklus sna nalazi između različitih faza i tada nastaje neobično stanje kada se tijelo iznenada probudi iz faze REM, mozak je budan, ali je tijelo i dalje u fazi REM i ne može se pomaknuti što dovodi do osjećaja paraliziranosti.

## Uzroci
Točan uzrok paralize sna je nepoznat. Nije pronađen nijedan sveobuhvatni uzrok koji se pojavljuje kod svih ispitanika te se pretpostavlja kako veći broj čimbenika utječe na pojavu tog stanja. Neki od uzroka koji se navode mogu biti opstruktivna apneja u snu, narkolepsija, posttraumatski stresni poremećaj i anksioznost.

## Liječenje
U većini slučajeva nije potrebno medicinsko liječenje, jer se stanje većinom pojavljuje jako rijetko. Preporučuje se držanje zdravih navika spavanja, smanjenje izloženosti plavom svjetlu i stimulativnim napitcima prije spavanja, a u slučaju mentalnih poremećaja, poput anksioznosti i depresije preporučuju se antidepresivi i kognitivno-bihevioralna terapija.

## Vanjske poveznice
- Paraliza sna – Britannica Online (engl.)
- Paraliza sna – medlineplus.gov (engl.)
- Paraliza sna – sleepeducation.org (engl.)
- Paraliza sna – ncbi.nlm.nih.gov (engl.)
- Paraliza sna: Simptomi, uzroci i liječenje – sleepfoundation.org (engl.)
- Paraliza sna – stanfordhealthcare.org (engl.)